# Qonaqkənd (Quba)
Qonaqkənd è un comune dell'Azerbaigian situato nel distretto di Quba. Conta una popolazione di 1 668 abitanti.